# Gipfel der Europäischen Politischen Gemeinschaft 2022

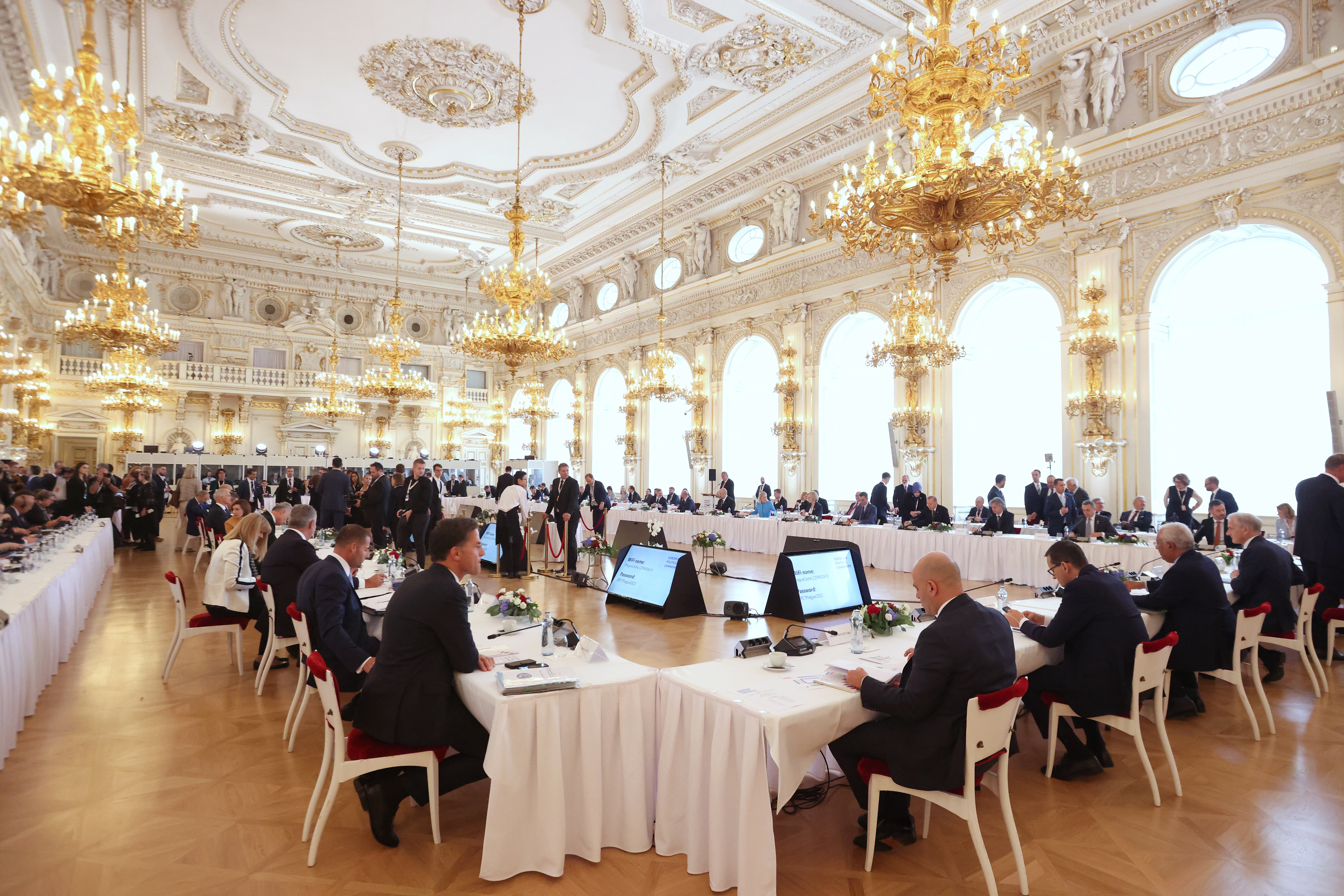
Gipfeltreffen in Prag

Der erste Gipfel der Europäischen Politischen Gemeinschaft fand am 6. Oktober 2022 auf der Prager Burg in der tschechischen Hauptstadt Prag statt.

## Teilnehmer

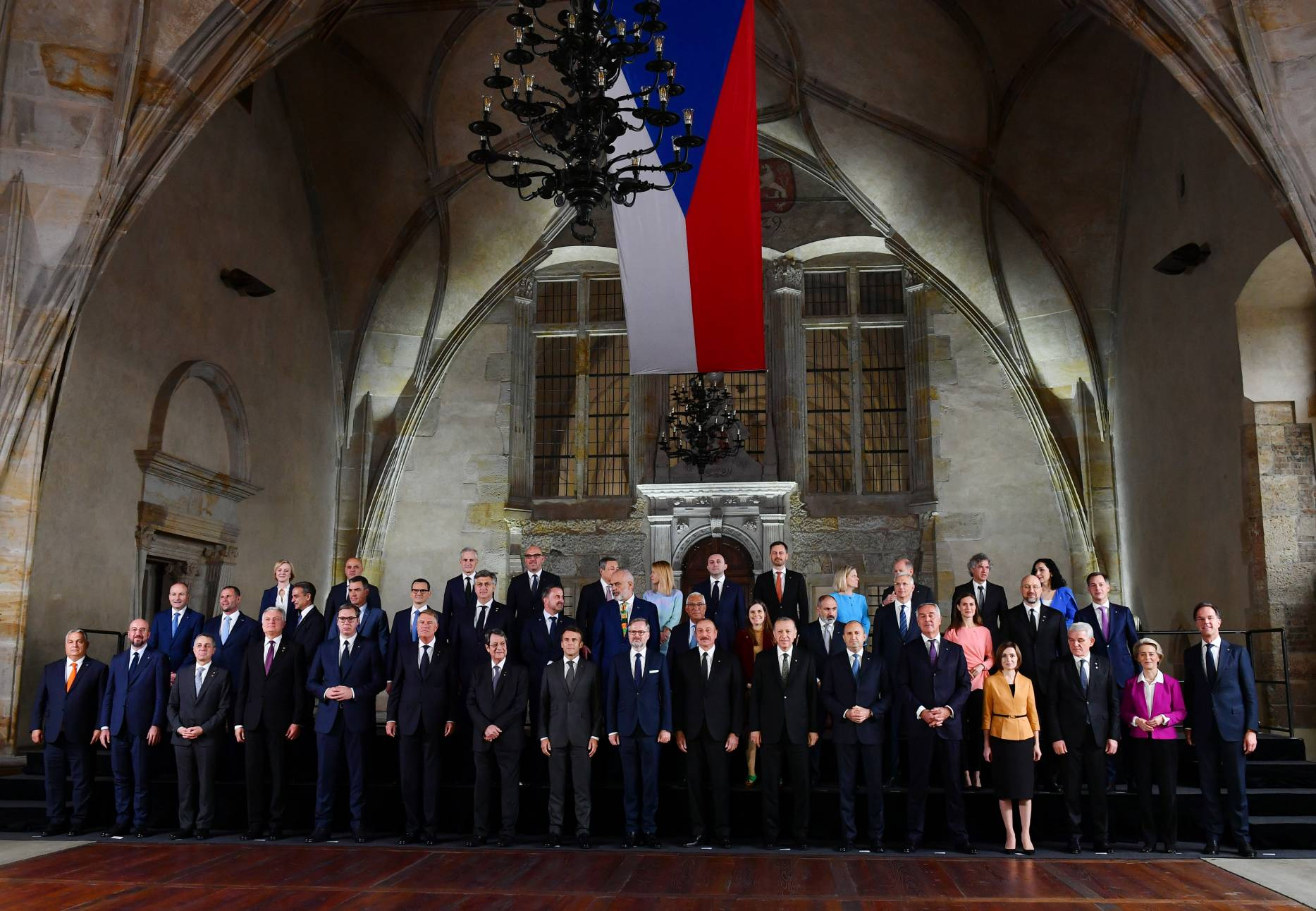
Teilnehmer des Gipfels

| Land                    | Bild | Name                                         | Funktion                                |
| ----------------------- | ---- | -------------------------------------------- | --------------------------------------- |
| Albanien                |      | Edi Rama                                     | Ministerpräsident                       |
| Armenien                |      | Nikol Paschinjan                             | Premierminister                         |
| Aserbaidschan           |      | Ilham Aliyev                                 | Präsident                               |
| Belgien                 |      | Alexander De Croo                            | Premierminister                         |
| Bosnien und Herzegowina |      | Šefik Džaferović                             | Vorsitzender des Staatspräsidiums       |
| Bulgarien               |      | Rumen Radev                                  | Präsident                               |
| Dänemark                |      | Mette Frederiksen                            | Ministerpräsidentin                     |
| Deutschland             |      | Olaf Scholz                                  | Bundeskanzler                           |
| Estland                 |      | Kaja Kallas                                  | Premierministerin                       |
| Finnland                |      | Sanna Marin                                  | Ministerpräsidentin                     |
| Frankreich              |      | Emmanuel Macron                              | Staatspräsident                         |
| Georgien                |      | Irakli Gharibaschwili                        | Premierminister                         |
| Griechenland            |      | Kyriakos Mitsotakis                          | Ministerpräsident                       |
| Irland                  |      | Micheál Martin                               | Taoiseach                               |
| Italien                 |      | Mario Draghi                                 | Präsident des Ministerrats              |
| Kosovo                  |      | Vjosa Osmani                                 | Präsidentin                             |
| Kroatien                |      | Andrej Plenković                             | Premierminister                         |
| Lettland                |      | Krišjānis Kariņš                             | Ministerpräsident                       |
| Lichtenstein            |      | Daniel Risch                                 | Regierungschef                          |
| Litauen                 |      | Gitanas Nausėda                              | Präsident                               |
| Luxemburg               |      | Xavier Bettel                                | Premierminister                         |
| Malta                   |      | Robert Abela                                 | Premierminister                         |
| Moldau                  |      | Maia Sandu                                   | Präsidentin                             |
| Montenegro              |      | Milo Đukanović                               | Staatspräsident                         |
| Niederlande             |      | Mark Rutte                                   | Ministerpräsident                       |
| Nordmazedonien          |      | Dimitar Kovačevski                           | Ministerpräsident                       |
| Norwegen                |      | Jonas Gahr Støre                             | Statsminister                           |
| Österreich              |      | Karl Nehammer                                | Bundeskanzler                           |
| Polen                   |      | Mateusz Morawiecki                           | Ministerpräsident                       |
| Portugal                |      | António Costa                                | Premierminister                         |
| Rumänien                |      | Klaus Johannis                               | Präsident                               |
| Schweden                |      | Magdalena Andersson                          | Ministerpräsidentin                     |
| Schweiz                 |      | Ignazio Cassis                               | Bundespräsident                         |
| Serbien                 |      | Aleksandar Vučić                             | Präsident                               |
| Slowakei                |      | Eduard Heger                                 | Ministerpräsident                       |
| Slowenien               |      | Robert Golob                                 | Ministerpräsident                       |
| Spanien                 |      | Pedro Sánchez                                | Ministerpräsident                       |
| Tschechien              |      | Petr Fiala                                   | Ministerpräsident                       |
| Türkei                  |      | Recep Tayyip Erdoğan                         | Präsident                               |
| Ukraine                 |      | Wolodymyr Selenskyj (per Video zugeschaltet) | Präsident                               |
| Ukraine                 |      | Denys Schmyhal                               | Ministerpräsident                       |
| Ungarn                  |      | Viktor Orbán                                 | Ministerpräsident                       |
| Vereinigtes Königreich  |      | Liz Truss                                    | Premierministerin                       |
| Zypern                  |      | Nikos Anastasiadis                           | Präsident                               |
| Europäische Union       |      | Ursula von der Leyen                         | Präsidentin der Europäischen Kommission |
| Europäische Union       |      | Charles Michel                               | Präsident des Europäischen Rates        |